# Lombardclub
Der Lombardclub war laut Entscheidung der EU-Kommission ein Zinskartell österreichischer Banken. Er bestand von den 1950er Jahren bis kurz vor der Jahrhundertwende.
Nach Einschätzung der Kommission hatten Absprachen unter den österreichischen Banken — vor allem über Konditionen und Gebühren — [...] in Österreich eine lange Tradition und beruhten bis in die achtziger Jahre zum Teil auf gesetzlicher Grundlage (5), die freilich spätestens mit dem EWR-Beitritt entfielen. Die betroffenen Banken — [beteiligt] waren beinahe alle Kreditinstitute aus allen wichtigen Sektoren; [koordinierten] ihr Verhalten hinsichtlich aller wesentlicher Wettbewerbsparameter.
2002 kam es zur Verurteilung maßgeblicher Banken durch die Kommission.

## Hergang
Kern des Kartells bildeten seit den 1950er Jahren monatliche Treffen im Wiener Hotel Bristol. Die Bezeichnung Lombardclub spielte an die Londoner Lombard Street als frühere Hauptstraße der Bankzentralen an. Ermittlungen setzten ein, da der damalige Chef der Kontrollbank, Gerhard Praschak, vor seinem Selbstmord im April 1997 belastende Unterlagen an verschiedene Medien versandte. Juni 1998 erfolgten auf Betreiben der EU-Kommission Hausdurchsuchungen bei verdächtigten Instituten. September 1999 wurde das Verfahren eröffnet.
Das Urteil erging am 11. Juni 2002.

## Urteil
Das Urteil in der Sache COMP/36.571/D-1 — Österreichische Banken („Lombard Club“), gezeichnet durch Mario Monti, war gerichtet an:
1. Bank Austria
2. Erste Bank
3. Raiffeisen Zentralbank
4. BAWAG
5. PSK
6. ÖVAG
7. NÖ HYPO
8. RLB Niederösterreich-Wien

Die Kommission ging in ihrem Urteil davon aus, dass seit dem Zeitpunkt der Nachprüfungen keine Gesprächsrunden mehr stattgefunden hatten. Sie wertete die erfolgten Verstöße jedoch als vorsätzlich und besonders schwer. Sie verhängte Strafen zwischen 1,52 Millionen Euro und 37,69 Millionen Euro, insgesamt ca. 125 Millionen Euro.